# PowerAnimator
PowerAnimator y Animator, también conocidos simplemente como "Alias", era una suite de efectos visuales, animación y modelado 3D industrial altamente integrada. Tuvo una trayectoria relativamente larga, comenzando con Amenaza tecnológica en 1988 y terminando en Pokémon: La película 2000 en 1999. PowerAnimator se ejecutó de forma nativa en sistemas SGI IRIX e IBM AIX basados en MIPS. Fue el precursor de lo que ahora es Maya y Autodesk Alias.

## Historia
PowerAnimator se lanzó en 1988. 
En 1997, John Gibson, Rob Krieger, Milan Novacek, Glen Ozymok y Dave Springer recibieron el premio Scientific and Engineering por sus contribuciones al componente de modelado geométrico del sistema PowerAnimator. La cita fue:

## Televisión y cine
PowerAnimator se utilizó para crear la criatura de agua en la película de 1989 The Abyss, así como el personaje T-1000 en Terminator 2: el juicio final, a un costo de US$460,000 por minuto. También se usó mucho para los muchos efectos visuales de la película Independence Day de 1996. PowerAnimator también sirvió como la solución utilizada para producir episodios de South Park digitalmente antes de que la producción se trasladara a Maya. La secuencia del título de One Saturday Morning de Disney se creó utilizando Alias Wavefront Power Animator.

## Desarrollo de juegos
PowerAnimator también se utilizó en el desarrollo de juegos, en particular como parte del kit de desarrolladores basado en SGI de Nintendo 64. También vio algún uso para el modelado, texturizado, animación y efectos en tiempo real para otros títulos y plataformas.
Títulos notables:
- Crash Bandicoot[1]
- Casper [2]
- Wing Commander III
- Wing Commander IV[3]
- Quake
- Oddworld: Abe's Oddysee